# Cian Uijtdebroeks
Cian Uijtdebroeks (Abolens, 28 februari 2003) is een Belgisch wielrenner die in 2022 prof werd bij BORA-hansgrohe. In 2024 maakte hij de overstap naar Team Visma-Lease a Bike.

## Carrière
Als eerstejaars junior reed Uijtdebroeks voor Acrog-Balen BC. In zijn eerste wedstrijd, de juniorenversie van Kuurne-Brussel-Kuurne, wist hij meteen te winnen. Na een solo van vijftig kilometer kwam hij met een voorsprong van bijna vijftig seconden op zijn ploeggenoot Pepijn Reinderink als eerste over de streep. Later dat jaar werd hij onder meer negende in de tijdrit op het Europese kampioenschap en negentiende in het eindklassement van La Philippe Gilbert. Aan het einde van zijn eerste seizoen bij de junioren werd bekend dat hij prof zou worden bij BORA-hansgrohe. Echter, vanwege zijn leeftijd was hij ook in 2021 nog junior, dus werd hij gestald bij Team Auto Eder, dat als juniorenploeg verbonden was aan BORA-hansgrohe. In mei van zijn tweede seizoen als junior won hij twee eendagskoersen: de Grote Prijs van West-Bohemen en de juniorenversie van de Alpenklassieker. In juli won hij een etappe en het bergklassement in de Ronde van Valromey. In het algemeen klassement bleef enkel Romain Grégoire hem voor. Een aantal dagen na afloop van de Franse etappekoers werd Uijtdebroeks in het Vlaamse Koksijde nationaal kampioen tijdrijden. In de ploegentijdrit van Aubel-Thimister-Stavelot waren Uijtdebroeks en zijn ploeggenoten de snelste. Na vier ritten in drie dagen won Uijtdebroeks zowel het eind- als het bergklassement. Ook in de Vredeskoers voor junioren wonnen hij en zijn ploeggenoten (ditmaal namens een Belgische nationale selectie) de ploegentijdrit. In het algemeen klassement werd Uijtdebroeks derde, achter Per Strand Hagenes en Emil Herzog. Op het Europese kampioenschap tijdrijden was enkel zijn landgenoot Alec Segaert sneller. Op het wereldkampioenschap werd Uijtdebroeks zesde in diezelfde discipline.
In 2022 werd Uijtdebroeks, zoals gepland, prof bij BORA-hansgrohe. Zijn debuut voor de ploeg maakte hij op Mallorca, waar hij deelnam aan twee van de vier manches van de Challenge Mallorca.

## Palmares

### Overwinningen
2018
 Belgisch kampioenschap, Nieuwelingen
2020
Kuurne-Brussel-Kuurne, Junioren
2021
Eröffnungsrennen Leonding, Junioren
Grote Prijs van West-Bohemen
Alpenklassieker, Junioren
Reither Kogel Trophy (tijdrit)
2e etappe Ronde van Valromey
Bergklassement Ronde van Valromey
 Belgisch kampioenschap tijdrijden, Junioren
2e etappe deel A Aubel-Thimister-Stavelot (ploegentijdrit)
Eind- en bergklassement Aubel-Thimister-Stavelot
2e etappe deel A Vredeskoers, Junioren (ploegentijdrit)
2022
Jongerenklassement Ronde van Sibiu
7e en 8e etappe Ronde van de Toekomst
Eind-, berg- en jongerenklassement Ronde van de Toekomst
2025
3e etappe Ronde van de Ain
Eind-, berg- en jongerenklassement Ronde van de Ain
Jongerenklassement Ronde van Tsjechië

### Resultaten in voornaamste wedstrijden
| Jaar | Ronde van Italië | Ronde van Frankrijk | Ronde van Spanje |
| ---- | ---------------- | ------------------- | ---------------- |
| 2022 |                  |                     |                  |
| 2023 |                  |                     | 8e               |
| 2024 | opgave           |                     | opgave           |
| 2025 |                  |                     |                  |

| Jaar | Amstel Gold Race | Clásica San Sebastián |
| ---- | ---------------- | --------------------- |
| 2022 | 78e              |                       |
| 2023 |                  |                       |
| 2024 |                  |                       |
| 2025 |                  | 9e                    |

### Resultaten in kleinere rondes
| Jaar | Tirreno-Adriatico | Ronde van Catalonië | Ronde van Romandië | Ronde van Zwitserland |
| ---- | ----------------- | ------------------- | ------------------ | --------------------- |
| 2023 |                   | 9e                  | 6e                 | 7e                    |
| 2024 | 7e                | opgave              |                    |                       |
| 2025 | opgave            |                     |                    |                       |

(*) tussen haakjes aantal individuele etappeoverwinningen

## Ploegen
- 2022 –  BORA-hansgrohe
- 2023 –  BORA-hansgrohe
- 2024 –  Team Visma|Lease a Bike
- 2025 –  Team Visma-Lease a Bike

Aleotti · Archbold · Benedetti · Bennett · Buchmann · Fabbro · Gamper · Großschartner · Haller · Higuita · Hindley · Kämna · Kelderman · Koch · Konrad · Laas · Lührs · Meeus · Mullen · Palzer · Politt · Pöstlberger · Schachmann · Schelling · Uijtdebroeks · van Poppel · Vlasov · Walls · Wandahl · Zwiehoff · Lipowitz (stagiair)
Aleotti · Archbold · Benedetti · Bennett · Buchmann · Denz · Fabbro · Gamper · Haller · Higuita · Hindley · Jungels · Kämna · Koch · Konrad · Koretzky · Lipowitz · Lührs · Meeus · Mullen · Palzer · Politt · Schachmann · Schelling · Uijtdebroeks · van Poppel · Vlasov · Walls · Wandahl · Zwiehoff
Affini · Benoot · Bouwman · Gesink · Gloag · Hagenes · Heßmann · Jorgenson · Kelderman · Kooij · Kruijswijk · Kuss · Laporte  · Lemmen · Staune-Mittet · Tratnik · Tulett · Uijtdebroeks · Vader · Valter · Van Aert · van Baarle · van Belle · Van der Sande · M. van Dijke · T. van Dijke · Vermote · Vingegaard